# Nicolae Stoicescu
Nicolae Stoicescu (n. 30 noiembrie 1924, Slatina, Olt, România – d. 1999, România) a fost un medievist român, membru de onoare al Academiei Române. Este autorul unor instrumente de lucru și al unor studii privitoare la organizarea administrativă a țărilor române.
După ce și-a făcut studiile secundare în București, a absolvit Facultatea de Istorie a Universității din București. Nicolae Stoicescu și-a luat doctoratul în științe istorice în anul 1970. A fost cercetător și cercetător științific principal la Institutul de Istorie „Nicolae Iorga”, unde a lucrat începând cu 1950.
A editat monografii dedicate unor domnitori precum Vlad Țepeș (tradusă și în limbile engleză, japoneză și greacă), Matei Basarab, Constantin Șerban și Radu de la Afumați.
A fost printre colaboratori la tratatele Istoria României  (vol. II-III), Istoria dreptului românesc (vol. I), la volumul Politica externă a României. Dicționar cronologic și la dicționarul Instituții feudale în Țările Române.
Totodată s-a îngrijit de editarea unor izvoare istorice, ca și de reeditarea unor opere precum Descrierea Moldovei și Istoria ieroglifică, de Dimitrie Cantemir și Istoria românilor din Dacia Traiană, de A. D. Xenopol.
În perioada 18 ianuarie - 28 iunie 1990 a îndeplinit funcția de ministru al cultelor în primul guvern Petre Roman, iar apoi a fost numit ambasador al României în Grecia.

## Publicații
- Curteni și slujitori. Contribuții la istoria armatei române, București: Editura Militară, 1968
- Sfatul domnesc și marii dregători din Țara Românească și Moldova: sec. XIV-XVII, București: Editura Academiei Republicii Socialiste România, 1968
- Bibliografia localităților și monumentelor feudale din România. I - Țara Românească (Muntenia, Oltenia și Dobrogea)., Vol I și II, Craiova/București: Mitropolia Olteniei/Tipografia “Arta Grafică”), 1970
- Cum măsurau strămoșii. Metrologia medievală pe teritoriul României, București: Editura Științifică, 1971
- Dicționar al marilor dregători din Țara Românească și Moldova: sec. XIV-XVII, București: Editura enciclopedică română, 1971
- Lista marilor dregători moldoveni (1384-1711), Iași: Editura Academiei Republicii Socialiste România, 1971
- Bibliografia localităților și monumentelor medievale din Banat, București: Editura Mitropoliei Banatului, 1973
- Repertoriul bibliografic al localităților și monumentelor medievale din Moldova, București: Direcția Patrimoniului Cultural Național. Biblioteca Monumentelor istorice din România, 1974
- Vlad Țepeș, București: Editura Academiei Republicii Socialiste România, 1976
- 1330 Posada, București: Editura Militară, 1980
- Continuitatea românilor. Privire istoriografică, istoricul problemei, dovezile continuității, București: Editura Științifică și Enciclopedică, 1980
- Radu de la Afumați (1522-1529), București: Editura Militară, 1983
- Unitatea românilor în Evul Mediu, București: Editura Academiei Republicii Socialiste România, 1983
- Matei Basarab, București: Editura Academiei Republicii Socialiste România, 1988
- Constantin Șerban, București: Editura Militară, 1990
- O falsă problemă istorică. Discontinuitatea poporului român pe teritoriul strămoșesc, București: Editura Fundației Culturale Române, 1993